# Fenómeno entóptico (arqueología)

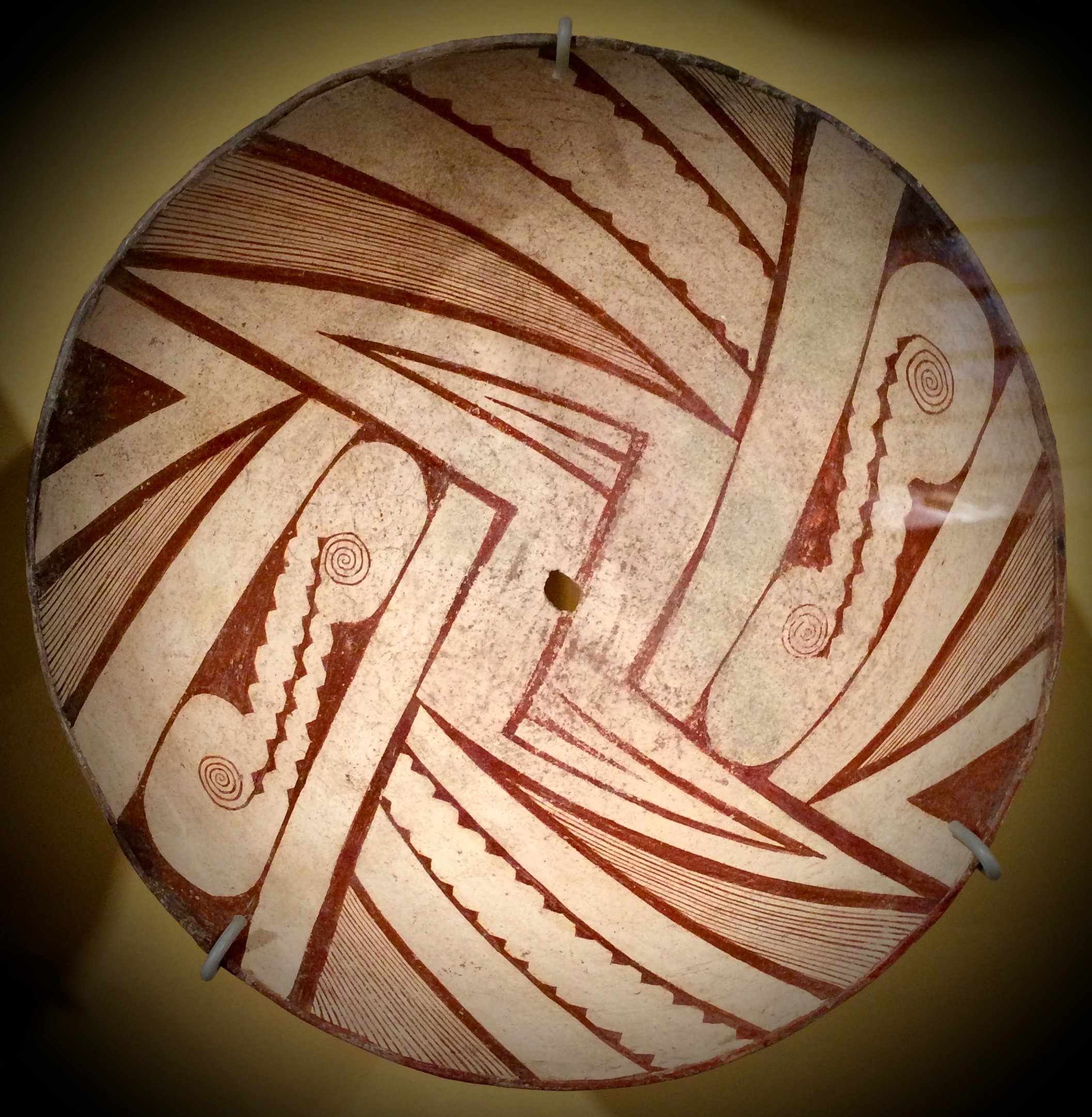
Tony Berlant y sus colaboradores creen que muchos de los diseños de la cerámica de Mimbres, con un diseño característico en zigzag, corresponden a imágenes entópticas derivadas de la ingesta de extractos de la planta psicoactiva Datura. Se cree que las cuatro espirales representan sendos capullos de dicha planta.

En arqueología, se denomina fenómeno entóptico a las experiencias visuales de naturaleza endógena, originadas en los ojos o el cerebro del observador (por oposición a las exógenas, fruto de la visión normal). Esta definición difiere ligeramente de la definición médica, que sitúa el origen de los fenómenos entópticos en el interior del ojo, no en el cerebro. Para evitar esta confusión, a veces se emplea en su lugar el término fenómenos visuales subjetivos. El uso del adjetivo entóptico, cuya raíz griega significa "lo que proviene de dentro", se debe al autor David Lewis-Williams. 
Se ha trabajado mucho para encontrar pruebas de motivos y composiciones derivadas de fenómenos entópticos en el arte prehistórico, especialmente en el arte rupestre y el arte megalítico. Esta investigación se justifica en que los fenómenos entópticos tienen lugar normalmente durante estados de conciencia alterada, cuya trascendencia podría cambiar sustancialmente nuestra visión de las antiguas prácticas religiosas y sociales. La importancia de mirar más allá de los métodos tradicionales de investigación para interpretar las culturas prehistóricas se hace tanto más evidente por la falta de datos suficientes que avalen los estudios culturales en curso. Según Lewis-Williams: "El arte y la capacidad para comprenderlo dependen más de los tipos de imágenes mentales y de la capacidad de manipularlas que de la inteligencia".

## Clasificación de Lewis-Williams

### Etapa 1
Las experiencias incluyen patrones visuales geométricos a partir de puntos, líneas en zigzag, cuadrículas y otras formas abstractas. Estos patrones pueden ser vistos sin ayuda de sustancias psicotrópicas, pero bajo sus efectos se perciben más fácilmente, ya que desencadenan estados de conciencia alterada. Las experiencias entópticas difieren de las alucinaciones en que son un fenómeno puramente visual, mientras que las alucinaciones consisten en experiencias que involucran componentes culturales o físicas, por vía de los cinco sentidos.

### Etapa 2
Los fenómenos entópticos se interpretan en formas comprensibles, vinculadas con objetos o ideas comunes, y que pueden asimismo atribuirse al estado de los individuos, como el hambre, la excitación sexual, la ansiedad o el miedo. La introducción de objetos a partir de las formas básicas percibidas bajo la influencia de psicotrópicos se vinculan ahora a respuestas físicas somáticas, conduciendo a alucinaciones completas. Las imágenes entópticas de la primera etapa y las alucinaciones completas de esta etapa no son excluyentes, ambas pueden estar presentes. 

### Etapa 3
Las imágenes de esta etapa devienen icónicas, vinculadas a temas de la vida de los sujetos y a experiencias emocionales singulares e intensas. La metáfora y el símil dan paso a la creencia de que los objetos son exactamente lo que parecen ser, "el sujeto pierde la comprensión de las diferencias entre los significados literales y figurados". Estas etapas no siempre son secuenciales, y no siempre pueden experimentarse en su totalidad; dependerá del sujeto y del tipo de psicotrópico utilizado.
Lewis-Williams señala que el impacto de los estados de conciencia alterada a menudo se ignora o subestima dentro de los ámbitos estatales, científicos y religiosos. "El énfasis occidental contemporáneo en el valor supremo de la inteligencia ha tendido a suprimir ciertas formas de conciencia y a considerarlas irracionales, marginales, aberrantes o incluso patológicas y, por ende, a omitirlas en las investigaciones del pasado profundo". Cualquier enfoque riguroso que pretenda explorar la realidad cultural o histórica debe incluir todos los aspectos de la condición humana, especialmente cuando dicha exploración nos lleva fuera de nuestra perspectiva cultural habitual. 